# Otylia Jędrzejczaková
Otylia Jędrzejczaková (* 13. prosinec 1983, Slezská Ruda) je bývalá polská plavkyně. Je držitelkou tří olympijských medailí, přičemž všechny ukořistila na olympijských hrách v Athénách roku 2004: zlatou v závodě na 200 metrů motýlka, stříbro na 100 metrů motýlka a další stříbro v závodě 400 metrů volným stylem. Zúčastnila se ještě tří olympiád, v roce 2000, 2008 a 2012. Z mistrovství světa má dvě zlata, obě z trati 200 metrů motýlek (2003, 2005). Dále má z MS tři stříbra a dva bronzy. Na mistrovství světa v krátkém bazénu se jí dařilo méně a získala jeden bronz. Má též pět titulů mistryně Evropy, čtyři na trati 200 metrů motýlek (2000, 2002, 2004, 2006) a jeden z 200 metrů volným způsobem (2006). Další tři evropské zlaté vylovila z krátkého bazénu, všechny při svém neoblíbenějším závodě 200 m motýlkem (2001, 2006, 2007). Tři zlaté si přivezla také z univerziády v roce 2005. Třikrát překonala světový rekord na 200 m motýlek žen, držela ho mezi 4. srpnem 2002 až 17. srpnem 2006. Na stejné trati držela i rekord v bazénu na 25 metrů (od 13. prosince 2007 do 23. února 2008). Třikrát byla zvolena polským Sportovcem roku (2004, 2005, 2006). Roku 2004 obdržela Řád znovuzrozeného Polska.
Plavat začala v šesti letech na doporučení lékaře, kvůli špatnému zakřivení páteře. To byl také důvod, proč zpočátku tento sport dle vlastních slov nenáviděla. Svou olympijskou medaili z Athén nechala v prosinci 2004 vydražit a výtěžek věnovala charitativní organizaci pomáhající dětem s leukémií. To jen znásobilo její mimořádnou popularitu a prestiž v polské společnosti. Tomu byl ale brzy konec, když 1. října 2005 způsobila dopravní nehodu, při níž zahynul její devatenáctiletý bratr Szymon. Vůz, který řídila, narazil čelně do stromu po nepovedeném pokusu o předjetí několika nákladních vozidel za špatných povětrnostních podmínek. Prokurátor jí původně navrhl dohodu, která by vedla k trestu odnětí svobody na 2 roky s podmíněným odkladem. Jędrzejczaková dohodu odmítla a trvala na zproštění viny s tím, že už byla smrtí svého bratra potrestána dost. Její soudní proces začal v únoru 2007 před okresním soudem v Płońsku, nedaleko místa nehody. Byla usvědčena a odsouzena k 9 měsícům podmíněně, během nichž musela vykonat 30 hodin veřejně prospěšných prací měsíčně. Na rok také přišla o řidičský průkaz. Obžaloba i Jędrzejczaková se odvolali ke Krajskému soudu v Płocku, který rozsudek potvrdil. Její postoj během soudního procesu vedl ke značnému poklesu její popularity. Po odpykání trestu se vrátila k závodnímu plavání a připsala si ještě několik dobrých výsledků, zejména na evropských mistrovstvích. V roce 2023 byla zvolena místopředsedkyní Polského olympijského výboru.